# Gerthausen
Gerthausen is een plaats in de Duitse gemeente Rhönblick, deelstaat Thüringen, en telt 201 inwoners.